# Topologia quoziente
In topologia, la topologia quoziente è intuitivamente quella ottenuta da uno spazio topologico "attaccando" alcuni punti fra loro. Lo spazio topologico che si ottiene viene anche chiamato spazio quoziente.

## Definizione
Sia {\displaystyle X} uno spazio topologico e {\displaystyle \sim } una relazione di equivalenza su {\displaystyle X}.
Definiamo una topologia sull'insieme quoziente {\displaystyle X/{\sim }} (che consiste di tutte le classi di equivalenza di {\displaystyle \sim }) nel modo seguente: un insieme di classi di equivalenza in {\displaystyle X/{\sim }} è aperto se e solo se la loro unione è aperta in {\displaystyle X}.
Sia {\displaystyle q:X\to X/{\sim }} la proiezione che manda ogni elemento di {\displaystyle X} nella sua classe. Elenchiamo alcune definizioni equivalenti di topologia quoziente sull'insieme {\displaystyle X/{\sim }}:
- Un insieme in {\displaystyle X/{\sim }} è aperto se e solo se lo è la sua controimmagine tramite {\displaystyle q} in {\displaystyle X}.
- La topologia su {\displaystyle X/{\sim }} è la topologia più fine fra tutte quelle che rendono la mappa {\displaystyle q} continua.
- Analogamente possiamo definire la topologia quoziente sfruttando una sua "proprietà universale".

La topologia quoziente è l'unica topologia con questa proprietà: se {\displaystyle g:X\to Z} è una funzione insiemistica (qualsiasi) tale che {\displaystyle a\sim b} implica {\displaystyle g(a)=g(b)} per ogni {\displaystyle a} e {\displaystyle b} in {\displaystyle X}, allora esiste un'unica funzione {\displaystyle f:X/{\sim }\to Z} tale che {\displaystyle g=f\circ q} per cui valga: {\displaystyle f} è continua se e solo se {\displaystyle g} è continua.
Nell'ultima definizione, diciamo che {\displaystyle g} scende al quoziente.

## Esempi
- Incollamento. In topologia si costruiscono numerosi spazi per "incollamento". Se X è uno spazio topologico e due punti x e y di X vengono incollati, si costruisce lo spazio quoziente tramite la seguente semplice relazione di equivalenza: a ~ b se e solo se a = b oppure a = x, b = y (oppure a = y, b = x). I due punti quindi diventano un punto solo. Ad esempio, in questo modo si può ottenere uno spazio connesso da uno avente due componenti connesse.
  - In generale, se A è un sottoinsieme di uno spazio topologico X, si costruisce uno spazio quoziente che "identifica A ad un solo punto" mediante la relazione di equivalenza a ~ b se e solo se a e b sono elementi di A. Tale spazio viene talvolta indicato con X/A
- Consideriamo X = R l'insieme di tutti i numeri reali, e poniamo x ~ y se e solo x−y è un intero. Lo spazio quoziente X/~ è omeomorfo al cerchio S1 tramite la mappa che manda la classe di equivalenza di x su exp(2πix).
- L'esempio precedente può essere esteso in dimensione arbitraria. Consideriamo X = Rn e poniamo x ~ y se e solo se le i-esime coordinate dei vettori x e y differiscono di un intero, per ogni i. Lo spazio quoziente è omeomorfo al toro se n = 2, ed è chiamato toro n-dimensionale per n qualsiasi. Il toro n-dimensionale è omeomorfo al prodotto di n cerchi.
- La bottiglia di Klein può essere ottenuta quozientando il piano {\displaystyle \mathbb {R} ^{2}} tramite una opportuna relazione di equivalenza.
- Il nastro di Möbius può essere ottenuto quozientando un rettangolo tramite una opportuna relazione di equivalenza.
- Lo spazio proiettivo è ottenuto quozientando uno spazio vettoriale privato dell'origine tramite la relazione seguente: {\displaystyle x\sim y} se e solo se esiste {\displaystyle \lambda } tale che {\displaystyle x=\lambda y}, cioè {\displaystyle x} e {\displaystyle y} stanno sulla stessa retta.

## Proprietà
- Se X soddisfa qualche assioma di separazione, lo spazio quoziente X/~ può non soddisfarlo. Ad esempio, X/~ è T1 se e solo se ogni classe di equivalenza di ~ è chiusa in X.

Poiché la proiezione sul quoziente è continua, la topologia di quest'ultimo eredita alcune proprietà dello spazio iniziale. Quindi:
- Se X è connesso, anche X/~ lo è.
- Se X è compatto, anche X/~ lo è.